# Federico Ahlfeld
Federico Adolfo Ahlfeld Wollmer (Marburgo, Alemania, 6 de octubre de 1892 - Cochabamba, Bolivia, 9 de enero de 1982) fue un científico alemán considerado el padre de la mineralogía en Bolivia.

## Biografía
Nacido en Alemania e hijo de Friedrich Ahlfeld y Elizabeth Wollmer. Estudió Ingeniería de Minas en la Escuela Minera de Clausthal, donde luego fue docente. Sirvió en la Primera Guerra Mundial. Se casó con la alemana Ilsegret Maria Albertina Goltz, el 14 de mayo de 1909, con quien tuvo un hijo, Manfredo Ahlfeld, nacido en Bolivia en 1941.
Antes de su llegada a Bolivia, entre 1924 y 1927 fue consultor de la sociedad minera boliviana Hochschild. Llegó al país en el auge de la minería de estaño. La primera mina que estudió en Bolivia fue la mina de plata de Carangas. Posteriormente fue parte de una expedición alemana a la Cordillera Real, junto con el renombrado geógrafo Carl Troll.
Llegó al país en 1932 y entre 1936 y 1946 trabajó como jefe de la Dirección General de Minas y Petróleo del Ministerio de Economía. Entre 1956-1960 fue catedrático de geología y mineralogía en la Universidad Mayor de San Andrés; en 1960 fundó el Colegio de Geólogos de Bolivia. Asimismo, fue miembro de la Academia Nacional de Ciencias de Bolivia en 1967. Igualmente, en la década de 1940, fue contratado para realizar estudios mineralógicos en Jujuy, Argentina.
En palabras del académico Ismael Montes de Oca: "Su infatigable recorrido por las minas grandes, medianas y pequeñas del país le permitió hacer excepcionales colecciones mineralógicas y proveer a los principales museos del mundo minerales bolivianos". Según el historiador Ramiro Condarco Morales, Ahlfeld fue una "figura prócer" que dominó "el mundo científico de la geología boliviana" mientras estuvo vivo.
El descubrimeinto y el nombramiento de la Ahlfeldita en 1935 fue en su honor. En 1932, la Universidad de Harvard y el Instituto Smithsoniano compraron una de sus colecciones minerológicas.

## Condecoraciones
En 1960 fue condecorado con la Cruz de Servicio de Alemania y el Cóndor de los Andes en el grado de Oficial en 1960. En 1976 el Ministerio de Minería y Metalurgia lo condecoró con la Medalla del Mérito Minero en 1976.

## Obra
- Mineralogie von Bolivien (1938)
- Los yacimientos minerales de Bolivia (1941)
- Geología de Bolivia (1946)
- Estudios geológicos de yacimientos minerales de la provincia de Jujuy (1948)
- Las especies minerales de la República Argentina (con Victorio Angelelli, 1948)
- Las especies minerales de Bolivia (con J. Muñóz Reyes, 1954)
- Geología de Bolivia (con Leonardo Branisa, 1960)
- Mineralogía boliviana (1967)
- Geografía de Bolivia: geografía física (1973)

## Homenajes
En su honor existen nominadas calles en las ciudades bolivianas de Santa Cruz de la Sierra y Cochabamba.